# Mali vid världsmästerskapen i simsport 2024
Mali tävlade vid världsmästerskapen i simsport 2024 i Doha i Qatar mellan den 2 och 18 februari 2024. Mali hade en trupp på tre idrottare, varav en kvinna och två män.

## Tävlande per sport
Följande är en lista över antalet tävlande per sport.
| Sport   | Herrar | Damer | Totalt |
| ------- | ------ | ----- | ------ |
| Simning | 2      | 1     | 3      |
| Totalt  | 2      | 1     | 3      |

## Simning
Herrar
| Idrottare       | Gren           | Heat    | Heat      | Semifinal        | Semifinal        | Final            | Final            |
| Idrottare       | Gren           | Tid     | Placering | Tid              | Placering        | Tid              | Placering        |
| --------------- | -------------- | ------- | --------- | ---------------- | ---------------- | ---------------- | ---------------- |
| Alexien Kouma   | 50 m frisim    | 24,77   | 76        | Gick inte vidare | Gick inte vidare | Gick inte vidare | Gick inte vidare |
| Alexien Kouma   | 100 m frisim   | 55,13   | 85        | Gick inte vidare | Gick inte vidare | Gick inte vidare | Gick inte vidare |
| Sébastien Kouma | 50 m bröstsim  | 31,99   | 51        | Gick inte vidare | Gick inte vidare | Gick inte vidare | Gick inte vidare |
| Sébastien Kouma | 100 m bröstsim | 1.14,39 | 71        | Gick inte vidare | Gick inte vidare | Gick inte vidare | Gick inte vidare |

Damer
| Idrottare       | Gren         | Heat    | Heat      | Semifinal        | Semifinal        | Final            | Final            |
| Idrottare       | Gren         | Tid     | Placering | Tid              | Placering        | Tid              | Placering        |
| --------------- | ------------ | ------- | --------- | ---------------- | ---------------- | ---------------- | ---------------- |
| Aïchata Diabaté | 100 m frisim | 1.30,74 | 84        | Gick inte vidare | Gick inte vidare | Gick inte vidare | Gick inte vidare |
| Aïchata Diabaté | 50 m ryggsim | 52,22   | 54        | Gick inte vidare | Gick inte vidare | Gick inte vidare | Gick inte vidare |